# Vicariato apostólico de Iquitos
El vicariato apostólico de Iquitos (en latín: Vicariatus Apostolicus Iquitosensis) es una circunscripción eclesiástica de la Iglesia católica en Perú. Se trata de un vicariato apostólico latino, inmediatamente sujeto a la Santa Sede. Desde el 15 de mayo de 2021 su vicario apostólico es el obispo Miguel Ángel Cadenas Cardo, de la Orden de San Agustín.

## Territorio y organización
El vicariato apostólico tiene 100 042 km² y extiende su jurisdicción sobre los fieles católicos de rito latino residentes en la parte central del departamento de Loreto. Está situado en la selva amazónica del Perú y su zona de evangelización se expande entre las provincias de Maynas y Loreto. Es territorio de misión gobernado por agustinos españoles de la provincia del Santísimo Nombre de Jesús de Filipinas.
La sede del vicariato apostólico se encuentra en la ciudad de Iquitos, en donde se halla la Catedral de San Juan Bautista.
La Misión se estableció sobre un territorio que sobrepasaba los 300 000 km², y abarcaba los ríos Marañón y Amazonas con sus afluentes hasta los límites con Brasil y Ecuador, región poblada por apenas 50 000 habitantes, 10 000 de los cuales habitaban Iquitos. Peruanos inmigrantes de la Selva Alta, colonias de españoles, portugueses, chinos, judíos y otros, acudían atraídos por la ilusión del caucho.
En 2022 en el vicariato apostólico existían 25 parroquias.

## Historia
Las misiones agustinianas en el oriente peruano son continuación de la obra de los jesuitas en el antiguo Gobierno de Maynas, expulsados de los territorios hispanos en 1767. En julio de 1802 al Gobierno de Maynas le sucede la Comandancia General de Maynas, hasta entonces dependiente del Virreinato de Nueva Granada, se agregó al Virreinato del Perú y todos los ríos afluentes del mismo Marañón hasta donde dejan de ser navegables por razones estratégicas.
El nuevo Obispado de Maynas con sede primero en Jeberos y después en Moyobamba, siendo su primer obispo  Hipólito Sánchez Rangel OFM quien señaló en un informe al nuncio en Madrid, de fecha 17 de octubre de 1822, las misiones y parroquias del obispado:

Las iglesias de la Misión alta de Maynas son doce: Laguna - Santa Cruz, con anejo; Chamicuros, Yurimaguas, Muniches, Balsa Puerto, Barranca, Borja, Santiago de las Montañas, Andoas, Pinches, con anejo; Xeveros, Challavitas, Cahuapanas. Las de la Misión baja son nueve: Urarinas, San Regís, Omaguas, Iquitos, Nanay, Orán, Pebas, Cochiquinas, Loreto (frontera), con dos capillas y dos iglesias perdidas en la boca del Napo (río) y otra en Camucheros. Cabecera de Putumayo (río), La Concepción, San Diego, y abajo hacia las Yaguas la Asunción y San Ramón. Canelos no es más que una iglesia; debe haber otra en los restos de la Palma. Las del río Guallaga hasta Huánuco son diez: Pachiza, El Valle, Sion, Tocachi, Balsayacú, Uchiza, Playagrande, Chicoplaya, Chagua y Muña. Todas estas iglesias pudieran ser Parroquias como las anteriores, con algunos anejos que dependen de ellas. De forma que las Parroquias todas de Maynas pueden llegar á treinta y dos nada más: y en un siglo no pueden ni deben ascender á mayor número como no se les agregue territorio que lo tengo pedido. Pero éstas que pudieran ser Parroquias y ahora son Doctrinas, siempre era necesarios que la dotaran de las reales Cajas, porque todas son de indios pobres.

El gobierno peruano mantuvo el nuevo obispado pero dispuso que se llamase de Diócesis de Chachapoyas. El 20 de enero de 1900 la Santa Sede crea la Prefectura Apostólica de San León del Amazonas (en latín Sancti Leonis de Amazones) y confiándola a la Orden de Ermitaños de San Agustín, Provincia del Santísimo Nombre de Jesús de Filipinas. Se forma con territorios segregados de la Diócesis de Chachapoyas. A estas tierras llegaron los agustinos, pero con la diferencia que:

Los jesuitas tuvieron gentes sin recelo, ejercicio ni competencia, intereses unilaterales en orden a la cristianización, hombres libres, tierras desocupadas, indios sin pavor al trabajo duro y sin escándalos destructores. Los agustinos tuvieron que habérselas con gentes espantadas, actuación contrapuesta y entorpecedora, hombres esclavos en algunos sitios, tierras ocupadas e inseguras, ejemplos desmoralizadores
anota el P. Lucas Espinosa,

La prefectura apostólica de San León de Amazonas fue erigida el 5 de febrero de 1900 con decreto Cum interior de la Congregación de Propaganda Fide, obteniendo el territorio de la diócesis de Chachapoyas.
El 22 de febrero de 1921 la prefectura apostólica fue elevada a vicariato apostólico con el breve Quae catholico del papa Benedicto XV.
El 27 de febrero de 1921 cedió una porción de su territorio para la erección de la prefectura apostólica de San Gabriel de la Dolorosa del Marañón (hoy vicariato apostólico de Yurimaguas) mediante el breve In sublimi del papa Benedicto XV.
El 13 de julio de 1945 cedió otra porción de su territorio para la erección de la prefectura apostólica de San José de Amazonas (hoy vicariato apostólico de San José de Amazonas) mediante la bula In catholici orbis del papa Pío XII.
El 1 de agosto de 1945 asumió su nombre actual en virtud del decreto Post erectam de la Congregación de Propaganda Fide.

## Estadísticas
Según el Anuario Pontificio 2023 el vicariato apostólico tenía a fines de 2022 un total de 1 058 410 fieles bautizados.
| Año                                                                             | Población | Población | Población      | Sacerdotes | Sacerdotes | Sacerdotes | Católicos por sacerdote | Diáconos permanentes | Religiosos | Religiosos | Parroquias y cuasiparroquias |
| Año                                                                             | Católicos | Total     | % de católicos | Total      | Diocesanos | Regulares  | Católicos por sacerdote | Diáconos permanentes | Masculinos | Femeninos  | Parroquias y cuasiparroquias |
| ------------------------------------------------------------------------------- | --------- | --------- | -------------- | ---------- | ---------- | ---------- | ----------------------- | -------------------- | ---------- | ---------- | ---------------------------- |
| 1950                                                                            | 60 000    | 65 000    | 92.3           | 14         |            | 14         | 4285                    |                      | 17         | 23         | 5                            |
| 1966                                                                            | 127 000   | 129 000   | 98.4           | 32         |            | 32         | 3968                    |                      | 9          | 45         | 10                           |
| 1970                                                                            | 150 040   | 165 000   | 90.9           | 41         | 4          | 37         | 3659                    |                      | 42         | 57         |                              |
| 1976                                                                            | 190 000   | 210 000   | 90.5           | 24         | 3          | 21         | 7916                    |                      | 34         | 51         | 18                           |
| 1980                                                                            | 230 000   | 250 000   | 92.0           | 22         | 3          | 19         | 10 454                  |                      | 28         | 39         | 13                           |
| 1990                                                                            | 464 000   | 490 000   | 94.7           | 23         | 4          | 19         | 20 173                  |                      | 40         | 36         | 29                           |
| 1999                                                                            | 638 916   | 798 646   | 80.0           | 28         | 12         | 16         | 22 818                  |                      | 27         | 45         | 23                           |
| 2000                                                                            | 670 860   | 833 780   | 80.5           | 27         | 11         | 16         | 24 846                  |                      | 28         | 46         | 23                           |
| 2001                                                                            | 690 980   | 875 470   | 78.9           | 22         | 9          | 13         | 31 408                  |                      | 22         | 52         | 22                           |
| 2002                                                                            | 707 820   | 892 900   | 79.3           | 25         | 10         | 15         | 28 312                  |                      | 36         | 54         | 22                           |
| 2003                                                                            | 739 320   | 924 150   | 80.0           | 26         | 12         | 14         | 28 435                  | 1                    | 40         | 55         | 22                           |
| 2004                                                                            | 770 200   | 951 400   | 81.0           | 29         | 15         | 14         | 26 558                  |                      | 48         | 53         | 22                           |
| 2010                                                                            | 913 500   | 1 075 300 | 85.0           | 27         | 14         | 13         | 33 833                  |                      | 36         | 49         | 23                           |
| 2014                                                                            | 954 289   | 1 118 815 | 85.3           | 36         | 18         | 18         | 26 508                  |                      | 36         | 54         | 24                           |
| 2017                                                                            | 993 842   | 1 159 578 | 85.7           | 35         | 17         | 18         | 28 395                  |                      | 28         | 64         | 25                           |
| 2020                                                                            | 1 030 400 | 1 200     | 85.9           | 35         | 18         | 17         | 29 440                  |                      | 34         | 53         | 25                           |
| 2022                                                                            | 1 058 410 | 1 232 818 | 85.9           | 33         | 16         | 17         | 32 073                  |                      | 27         | 46         | 25                           |
| Fuente: Catholic-Hierarchy, que a su vez toma los datos del Anuario Pontificio. |           |           |                |            |            |            |                         |                      |            |            |                              |

Instituciones del vicariato apostólico
- Colegio San Agustín, centro educativo fundado en Iquitos en 1903.
- Centro de Estudios Teológicos de la Amazonía (CETA), fundado en 1972.
- Instituto de Promoción Social de la Amazonía (IPSA), Radio "La Voz de la Selva" creado en 1973.
- Centro de Capacitación Campesina de la Amazonía (CENCCA), fundado por Antonio Aladro  en Nauta el año 1983.

## Episcopologio

### Prefectos apostólicos de San León del Amazonas
- P. Paulino Díaz Rodríguez, O.S.A. † (19 de junio de 1900-24 de octubre de 1911 renunció)
- P. Pedro Prat Escalas, O.S.A. † (24 de octubre de 1911-12 de febrero de 1914 renunció)
- P. Rufino Santos Pérez † (12 de febrero de 1914-15 de septiembre de 1915 renunció)
- P. Sotero Redondo Herrero, O.S.A. † (15 de septiembre de 1915-22 de febrero de 1921 nombrado vicario apostólico)

### Vicarios apostólicos
- P. Sotero Redondo Herrero, O.S.A. † (22 de febrero de 1921-24 de febrero de 1935 falleció)
  - P. Rosino Ramos † (1935-1938 falleció) (pro-vicario apostólico)
  - P. Claudio Bravo Morán † (1938-1941 renunció) (administrador apostólico)
- José Constantino García Pulgar, O.S.A. † (21 de agosto de 1941-30 de enero de 1954 falleció)
- Ángel Rodríguez Gamoneda, O.S.A. † (8 de mayo de 1955-12 de junio de 1967 retirado)
- Gabino Peral de la Torre, O.S.A. † (12 de junio de 1967 por sucesión-5 de enero de 1991 renunció)
- Julián García Centeno, O.S.A. (5 de enero de 1991-2 de febrero de 2011 retirado)
- Miguel Olaortúa Laspra, O.S.A. † (2 de febrero de 2011-1 de noviembre de 2019 falleció)
- Miguel Ángel Cadenas Cardo, O.S.A., desde el 15 de mayo de 2021